# Quincy-Landzécourt
Pour les articles homonymes, voir Quincy.
Quincy-Landzécourt est une commune française située dans le département de la Meuse, en région Grand Est. Elle fait partie de la Lorraine gaumaise.

## Géographie

### Hydrographie
La commune est dans le bassin versant de la Meuse au sein du bassin Rhin-Meuse. Elle est drainée par la Chiers, le Loison et le ruisseau de la Charponterie,.
La Chiers, d'une longueur de 127 km, prend sa source dans la commune de Mont-Saint-Martin et se jette  dans la Meuse à Remilly-Aillicourt, après avoir traversé 46 communes. Les caractéristiques hydrologiques de la Chiers sont données par la station hydrologique située sur la commune de Chauvency-le-Château. Le débit moyen mensuel est de 22 m3/s. Le débit moyen journalier maximum est de 272 m3/s, atteint lors de la crue du 21 décembre 1993. Le débit instantané maximal est quant à lui de 336 m3/s, atteint le 23 janvier 1995.

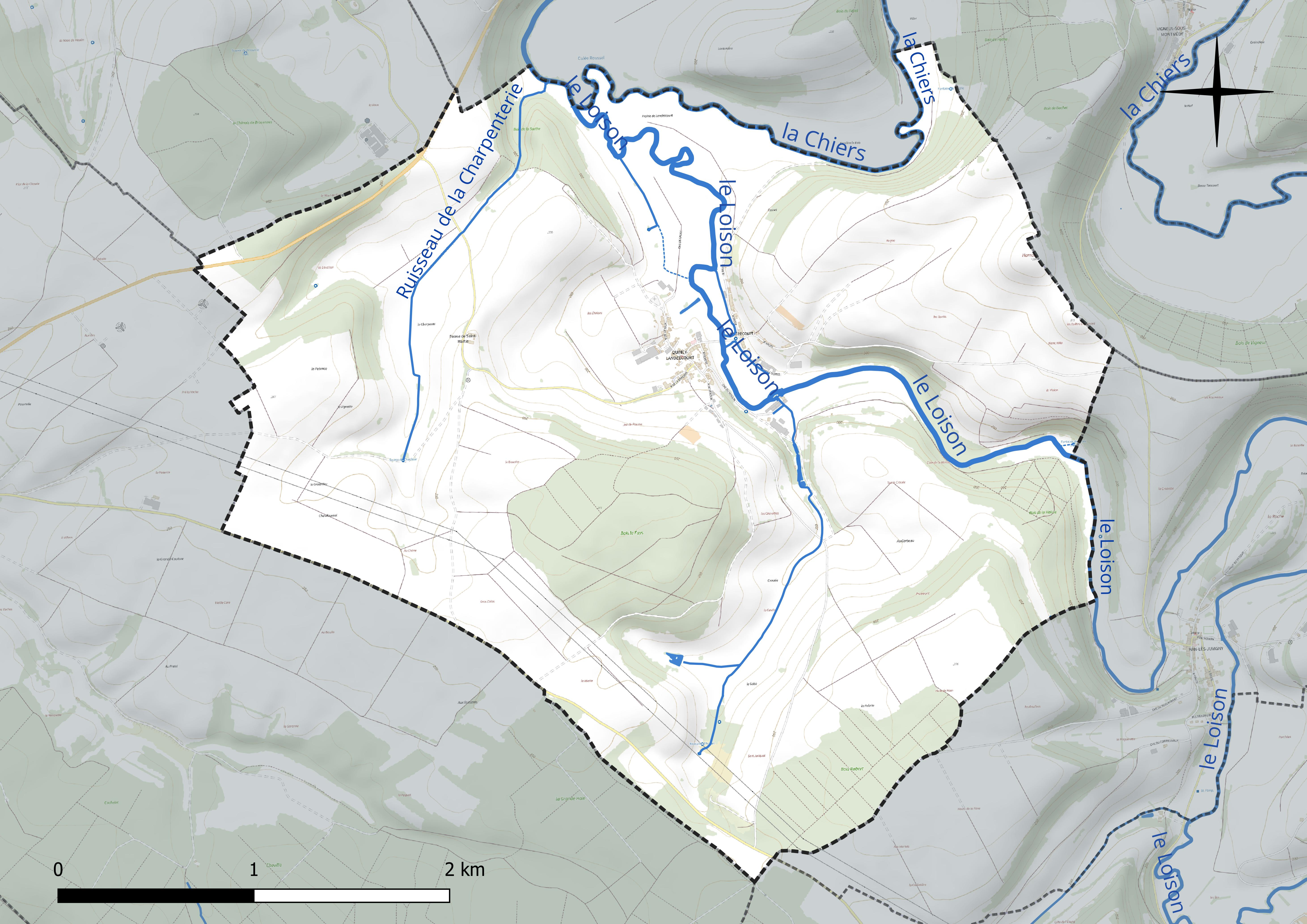
Réseau hydrographique de Quincy-Landzécourt.

Le Loison, d'une longueur de 53 km, prend sa source dans la commune de Loison et se jette  dans la Chiers à Chauvency-le-Château, après avoir traversé 17 communes. Les caractéristiques hydrologiques du Loison sont données par la station hydrologique située sur la commune de Han-lès-Juvigny. Le débit moyen mensuel est de 3,81 m3/s. Le débit moyen journalier maximum est de 100 m3/s, atteint lors de la crue du 27 mai 1983. Le débit instantané maximal est quant à lui de 112 m3/s, atteint le 23 janvier 1995.

### Climat
Pour des articles plus généraux, voir Climat du Grand Est et Climat de la Meuse.
En 2010, le climat de la commune est de type climat de montagne, selon une étude du Centre national de la recherche scientifique s'appuyant sur une série de données couvrant la période 1971-2000. En 2020, Météo-France publie une typologie des climats de la France métropolitaine dans laquelle la commune est exposée à un climat océanique altéré et est dans la région climatique  Lorraine, plateau de Langres, Morvan, caractérisée par un hiver rude (1,5 °C), des vents modérés et des brouillards fréquents en automne et hiver. 
Pour la période 1971-2000, la température annuelle moyenne est de 9,6 °C, avec une amplitude thermique annuelle de 15,9 °C. Le cumul annuel moyen de précipitations est de 914 mm, avec 13,6 jours de précipitations en janvier et 9,7 jours en juillet. Pour la période 1991-2020, la température moyenne annuelle observée sur la station météorologique de Météo-France la plus proche, « Mouzay », sur la commune de Mouzay à 7 km à vol d'oiseau, est de 10,6 °C et le cumul annuel moyen de précipitations est de 789,5 mm. 
La température maximale relevée sur cette station est de 40,4 °C, atteinte le 24 juillet 2019 ; la température minimale est de −15,3 °C, atteinte le 20 décembre 2009,,. 
Les paramètres climatiques de la commune ont été estimés pour le milieu du siècle (2041-2070) selon différents scénarios d'émission de gaz à effet de serre à partir des nouvelles projections climatiques de référence DRIAS-2020. Ils sont consultables sur un site dédié publié par Météo-France en novembre 2022.

## Urbanisme

### Typologie
Au 1er janvier 2024, Quincy-Landzécourt est catégorisée commune rurale à habitat dispersé, selon la nouvelle grille communale de densité à sept niveaux définie par l'Insee en 2022.
Elle est située hors unité urbaine et hors attraction des villes,.

### Occupation des sols
L'occupation des sols de la commune, telle qu'elle ressort de la base de données européenne d’occupation biophysique des sols Corine Land Cover (CLC), est marquée par l'importance des territoires agricoles (70 % en 2018), une proportion sensiblement équivalente à celle de 1990 (69,6 %). La répartition détaillée en 2018 est la suivante : 
terres arables (45,5 %), forêts (25,1 %), prairies (24,5 %), milieux à végétation arbustive et/ou herbacée (2,9 %), zones urbanisées (2 %). L'évolution de l’occupation des sols de la commune et de ses infrastructures peut être observée sur les différentes représentations cartographiques du territoire : la carte de Cassini (XVIIIe siècle), la carte d'état-major (1820-1866) et les cartes ou photos aériennes de l'IGN pour la période actuelle (1950 à aujourd'hui).

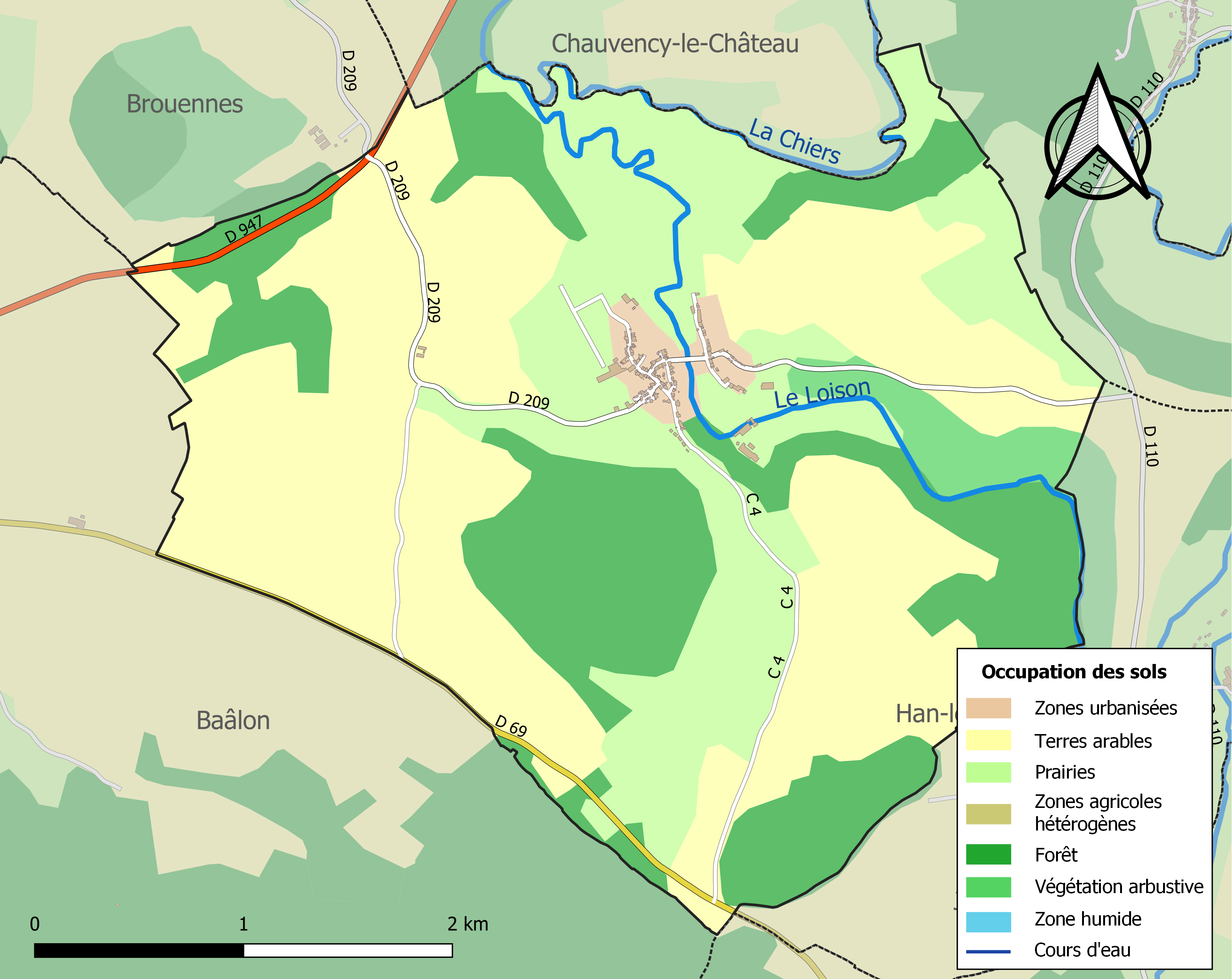
Carte des infrastructures et de l'occupation des sols de la commune en 2018 (CLC).

## Toponymie
Quincy est attesté sous les formes Choinse (634) ; « Quinciacum in fine Vuavrense super fluvium Azenna » (770) ; Quinciacum villa in fine Wabrense (770) ; Qinciacum (1157) ; Quincey (1571) ; Quaincy (1656).

Landzécourt  est attesté sous les formes Landrezécourt (1573) ; Landrezicourt (1576) ; Landrececourt (1674) ; Landrezeicourt (XVIIe siècle) ; Langicour (1700) ; Lanzécourt (1760).

## Histoire
Le 3 avril 1957, Quincy-sur-Loison devient Quincy-Landzécourt à la suite de sa fusion avec Landzécourt.

## Politique et administration
| Période                                  | Période   | Identité               | Étiquette    | Qualité                            |
| ---------------------------------------- | --------- | ---------------------- | ------------ | ---------------------------------- |
| Les données manquantes sont à compléter. |           |                        |              |                                    |
| avant 1958                               | ?         | François Grandpierre   | Parti paysan | Expert agricole près les Tribunaux |
| avant 1988                               | ?         | Pol Arnould            |              |                                    |
| mars 2001                                | mars 2008 | Jean-Francois Petitpas | PS           |                                    |
| mars 2008                                | mai 2020  | Jean-Paul Launois      |              |                                    |
| mai 2020                                 | En cours  | Antoine Collot         |              |                                    |

## Démographie
L'évolution du nombre d'habitants est connue à travers les recensements de la population effectués dans la commune depuis 1793. Pour les communes de moins de 10 000 habitants, une enquête de recensement portant sur toute la population est réalisée tous les cinq ans, les populations de référence des années intermédiaires étant quant à elles estimées par interpolation ou extrapolation. Pour la commune, le premier recensement exhaustif entrant dans le cadre du nouveau dispositif a été réalisé en 2008.

En 2022, la commune comptait 138 habitants, en évolution de −4,17 % par rapport à 2016 (Meuse : −4,4 %, France hors Mayotte : +2,11 %).
| 1793 | 1800 | 1806 | 1821 | 1831 | 1836 | 1841 | 1846 | 1851 |
| ---- | ---- | ---- | ---- | ---- | ---- | ---- | ---- | ---- |
| 291  | 325  | 283  | 358  | 360  | 410  | 423  | 434  | 428  |

| 1856 | 1861 | 1866 | 1872 | 1876 | 1881 | 1886 | 1891 | 1896 |
| ---- | ---- | ---- | ---- | ---- | ---- | ---- | ---- | ---- |
| 389  | 387  | 369  | 359  | 331  | 302  | 276  | 277  | 260  |

| 1901 | 1906 | 1911 | 1921 | 1926 | 1931 | 1936 | 1946 | 1954 |
| ---- | ---- | ---- | ---- | ---- | ---- | ---- | ---- | ---- |
| 250  | 237  | 214  | 201  | 189  | 174  | 177  | 145  | 150  |

| 1962 | 1968 | 1975 | 1982 | 1990 | 1999 | 2006 | 2008 | 2013 |
| ---- | ---- | ---- | ---- | ---- | ---- | ---- | ---- | ---- |
| 197  | 186  | 164  | 156  | 144  | 161  | 150  | 147  | 151  |

| 2018 | 2022 | - | - | - | - | - | - | - |
| ---- | ---- | - | - | - | - | - | - | - |
| 136  | 138  | - | - | - | - | - | - | - |

## Culture locale et patrimoine

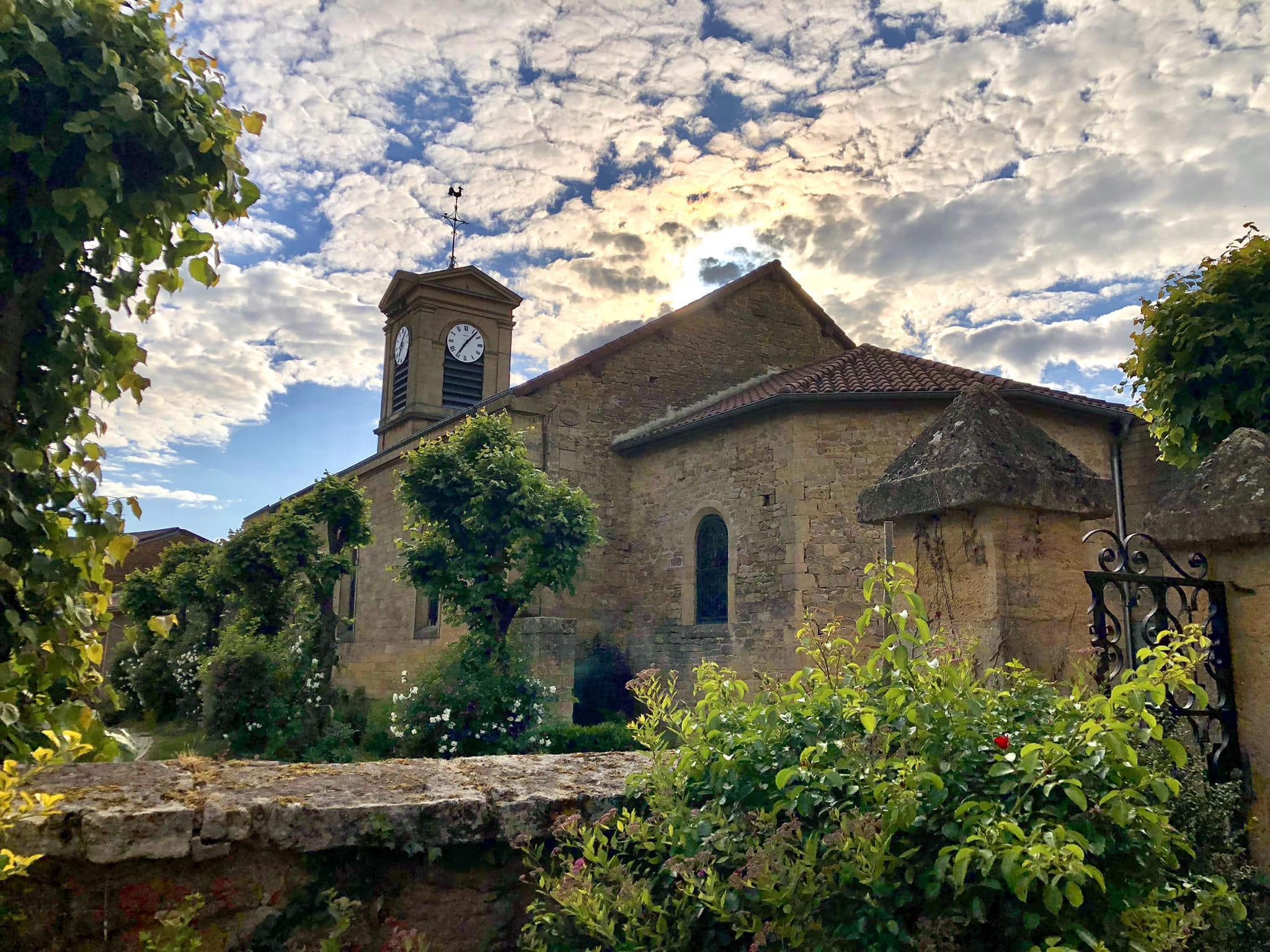
église saint Martin

### Lieux et monuments
L'église saint Martin de Quincy-Landzécourt a été édifiée au cours du milieu du XIXe siècle à l'emplacement d'un précédent édifice dont l'origine remonte à une chapelle du XVe siècle. Elle est agrandie à partir de 1738 comme en témoigne la pierre de réemploi situé à proximité du chœur de l'édifice qui est lui même du XVIIIème siécle. L'église ne sera jamais achevé faute de financement. Elle de style néoclassique et appartient à une série édifices du même style du pays de Montmédy. 

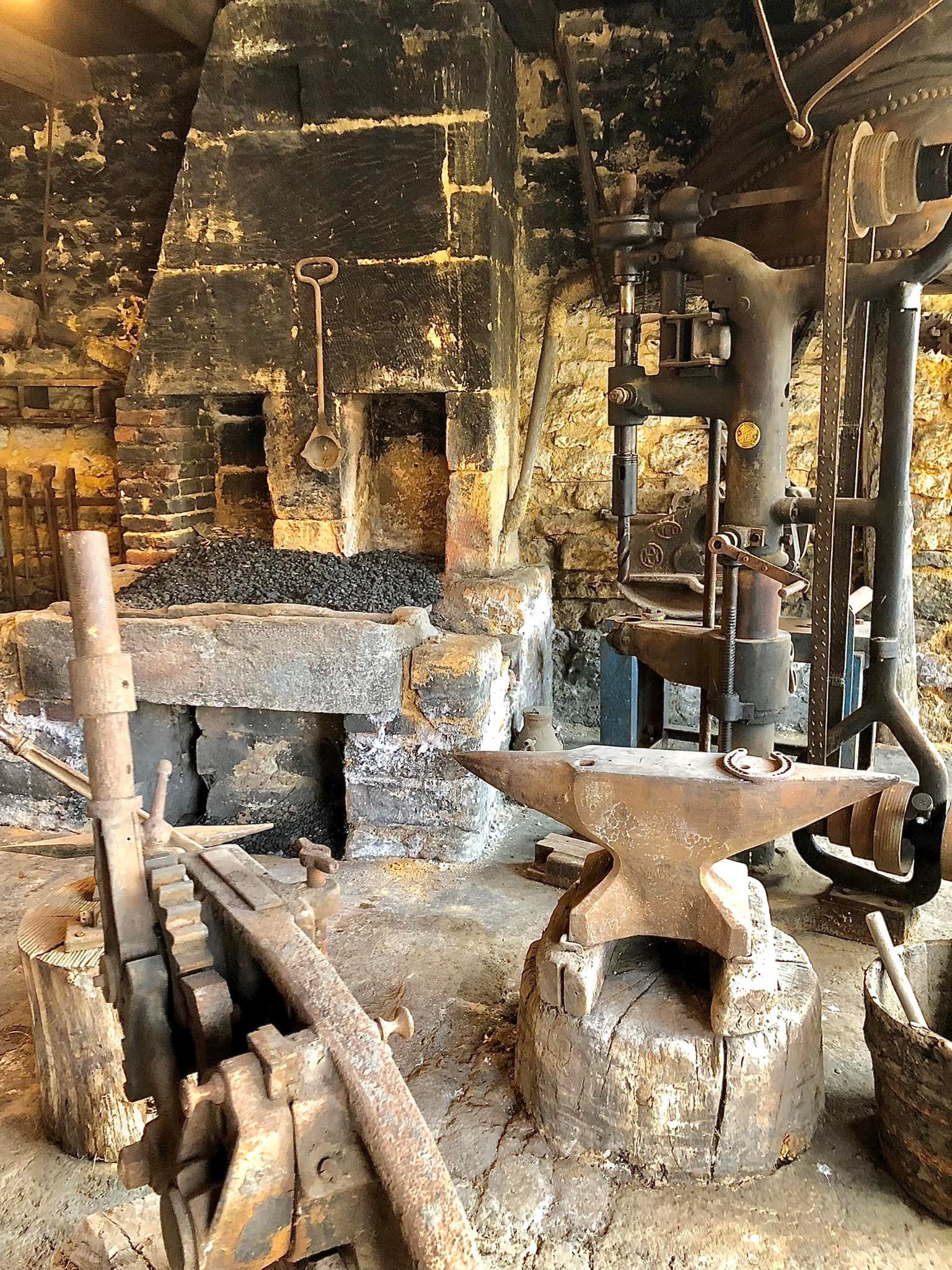
L'ancienne forge artisanale dite "molitor"

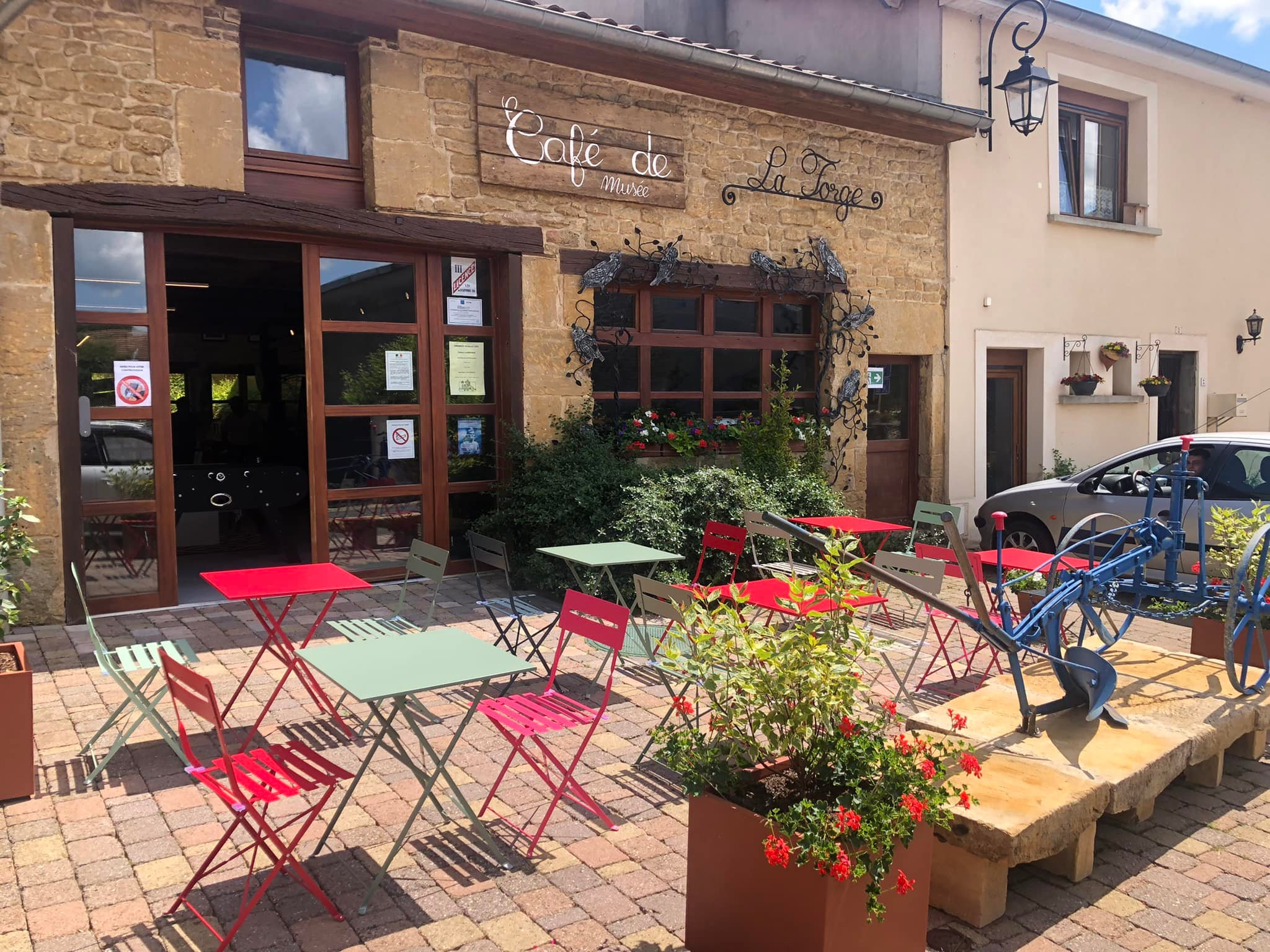

L'ancienne forge artisanale dite "molitor" du nom de la famille qui l'a créée au cours du XIXe siècle et a été en fonction jusqu'à la fin des années 1960. Elle est désormais depuis le 21 mai 2022 devenu un musée et café géré par l'association du "Café de la forge" qui a pour objectif l'animation et la valorisation patrimoniale et culturelle dans le Pays de Montmédy 

## Héraldique
| Blason de Quincy-Landzécourt | Blason  | Écartelé: au 1 d'argent à la croix de sable chargée de cinq coquilles d'argent, aux 2 et 3 de gueules à la tour d'argent, au 4 d'argent au lion de gueules à la queue passée en sautoir; au filet ondé en fasce d'azur brochant sur le trait du en fasce de l'écartelé . |
| Blason de Quincy-Landzécourt | Détails | Le document officiel de la municpalité présente des conflits héraldiques et des points douteux:ou redondants 1 – Il précise "écu ovale" ce qui ne peut être une exigence héraldique, l'écu n'étant ni blasonnable, ni d'ailleurs indispensable; 2 – Les tours sont dessinées maçonnée et ouverte de sable et sont crénelées de 4 pièces, ce qui n'est pas dit; 3 – "Passé en sautoir" suppose deux figures. la queue seule "passée en sautoir" est ambigu sinon fautif. Un blasonnement plus rigoureux est nécessaire, ex:"le bout de la queue se bouclant en (ou formant) sautoir" 4 – le filet broche simplement sur l'écartelé (sur "le trait en fasce" est superflu). Créé par A. Collot, (Maire de la Commune) adopté le 8 novembre 2021, sous sa présidence. |